# +Anima
+ Anima é um mangá de 10 volumes escrito e ilustrado por Natsumi Mukai. A história é sobre quatro pessoas antropomórficas que estão a procura de outros da sua espécie. Apesar de sua popularidade, o mangá terminou no décimo volume.

## História
A história gira em torno desses quatro personagens principais. Eles viajam pelo mundo procurando outros como eles e um lugar que eles possam chamar de lar. Eles estão sempre encontrando vilarejos e mais amigos como eles.
A história começa com Cooro se encontrando com Husky e fazendo uma promessa para os dois partirem em uma jornada. Nesse ponto não há nenhuma pista sobre o que Cooro planeja fazer na sua aventura. Tudo o que ele diz é que viajar é mais divertido com um grupo.

## Personagens de +Anima
Cooro
Um garoto que faz aparecer asas pretas em suas costas que o permitem voar. É devagar para tomar decisões. Mas ele é otimista. É revelado que ele caiu do céu quando era jovem. Também é revelado que ele tem uma ligação com um homem que parece ser um cientista ou um padre, e ele age como se Cooro estivesse se escondendo ou fugindo dele.
Na história original, Cooro era muito mais violento, vestia um pequeno capacete, e tinha as asas muito maiores. Gosta de comida, voar, descobrir coisas, ajudar e ter diversão. Não gosta de Abelhas.
Alias: Black Angel, Black wings of death
Husky
Hushky é um homem-peixe e as suas pernas se transformam completamente em uma cauda de peixe quando ele entra na água.
Parecido com um "sereio", ele também tem guelras que lhe permitem respirar debaixo de água e ficar submerso indefinidamente. Mesmo sendo homem ele tem características afeminadas, sendo confundido com uma garota por alguns personagens.
É considerado o mais inteligente e racional do grupo. Ele segura um longo cajado como uma arma. Aparentemente, quando era jovem, foi capturado numa rede de pescador e vendido a um circo, apesar de ele a firmar que trabalhava ali de livre vontade. Essa possibilidade é fraca porque ele está amarrado e amordaçado na sua actuação final como A Princesa Sereia.
Na história original ele usava uma bandana e tinha uma transformação mais detalhada, não apenas um flash de luz.
Gosta de dinheiro e coisas valiosas. Não gosta de garotas nem de ficar molhado.
Alias- Mermaid Princess, silver princess
Senri
Senri é um homem-urso. Um garoto que parece ser o mais velho que os outros três estando provavelmente nos fins de sua adolescência. Ele é capaz de transformar seu braço esquerdo em uma pata de urso com uma grande força e garras afiadas. É o mais forma no combate corporal de todo o grupo, graças a sua forma Anima que não precisa de nenhuma arma de corpo a corpo, embora ele tenha uma espada que usa quando não quer revelar a sua identidade +Anima.
Um homem de poucas palavras, ele muito raramente fala alguma coisa e demonstra estranhas manias, como lamber o sangue dos ferimentos de seus amigos. Ele possui um livro, possivelmente um diário (sugerido por husky) ou um livro de jardinagem (explicando assim porque ele é tão bom em cozinhar e sabe mais sobre a maior parte das plantas do que qualquer outro personagem). Neste livro ele guarda lembranças, especialmente flores, para lembá-lo dos lugares e pessoas que ele conheceu. Ele é um grande cozinheiro.
Na história original ele não tinha esse livro nem uma armadura em sua pata de urso, e falava muito mais.
Gosta de cozinhar e colecionar coisas para o seu livro. Não gosta de perder o seu livro.
Nana
Nana é uma mulher-morcego. A única mulher do grupo, Nana é capaz de revelar suas asas assim como Cooro, embora as suas sejam asas de morcego. Ele é capaz de voar. Seus ouvidos podem ficar maiores dando a ela uma audição superior que lhe permite ouvir sons de alta frequência. Ela também desenvolveu suas cordas vocais para emitir ondas de ultrassom que ela usa para se mover quando a sua visão é inútil, assim como os morcegos fazem, ou uma poderosa arma de efeito de área. Sua personalidade é bem feminina. Não gosta de violência e não usa armas. Gosta de Cooro e garotos bonitos. Não gosta da noite, florestas escuras e acampar.
Rose
Rose é uma mercadora de 16 anos. Mesmo sendo jovem ela se considera uma adulta, fazendo dela uma ídolo para Nana. Ela também uma forma de atração ou afeição por Senri, possivelmente porque ele parece com seu irmão mais novo. Sua forma +Anima é de um gato. Quando se transforma suas unhas se transformam em garras e fica tão rápida como um gato.
Hopps: O Xerife de Antesmine na história paralela "Shining in the Darkness". No princípio assume-se que ele é uma das pessoas que odeia +Animas. Entretanto, no fim do Vcolume 2 mostra que ele pode transformar sua cabeça na de um crocodilo. Apesar de ser um, ele expulsa os 4 +Animas da cidade, mas não sem antes avisá-los para ter orgulho de seus dons e não darem um motivo para as pessoas normais odiarem os +Anima

## O fenômeno +Anima
No mundo de fantasia de +Anima, alguns humanos tem um dom especial que lhes dá a habilidade de transformar uma ou mais partes de seus corpos em uma forma similar a parte de um animal. Alguns são capazes de mudanças mais radicais, como fazer crescer asas ou uma transformação de corpo todo. O processo de transformação é bem rápido, e ocorre apenas quando o usuário quer. Quando inativa, a área que sofreu a mudança volta ao normal, deixando as roupas e o corpo da pessoa completamente intactas. A única marca visual de suas habilidades aparece no corpo da pessoa como tatuagens pretas. Algumas vezes o usuário solta barulhos característicos de sua forma animal, mas isso não é comum.
Todos que possuem essas habilidades são conhecidos como +Animas (Mais Animas).
Os +Animas tem controle total sobre seus poderes. Suas habilidades variam muito, incluindo força, agilidade e reflexos sobre-humanos, sentidos apurados e o crescimento de garras e asas. As habilidades variam de acordo com a característica do animal do +Anima. Todos os +Anima só podem possuir as características de um único animal.
A origem destes poderes não é explicada, mas é revelado que há mais de um modo de se obtê-los. A maioria dos +Anima conseguiram suas habilidades quando enfrentavam situações desesperadoras, como se os seus poderes viessem para ajudá-los.
Porém os Kinmunkles, as pessoas em que o fenômeno começou a se espalhar (e o povo de que vem Senri), escolheu livremente se tornar um +Anima.
As pessoas normais não aceitam os poderes dos +Anima, e por isso eles são tratados como monstros perigosos e muitas vezes odiados por alguns, assim como em X-Men. Algumas pessoas desejam ganhar controle sobre os +Anima. Assim, com medo da reação negativa dos outros, a maioria dos +Animas tendem a esconder seus verdadeiros poderes sempre que possível.